# Astralis
Astralis er et professionelt dansk Counter-Strike: Global Offensive og Counter-Strike 2‐hold som er grundlagt i januar 2016 af medlemmerne fra Team Solomid. Holdet blev startet med økonomisk hjælp fra IT-millionæren Tommy Ahlers og oprettet som anpartsselskab under navnet Astralis Esport. I januar 2017 vandt holdet finalen i ELEAGUE Major, der svarer til en slags UEFA Champions League-turnering i Counter-Strike. I 2018 vandt Astralis deres 2. major-sejr, som denne gang var i London (FaceIt London major). I 2019 vandt Astralis deres 3. major, som blev afholdt i Katowice i Polen (IEM Katowice 2) Astralis vandt deres 4. major i Berlin, Tyskland (Starladder Major 2019) efter de havde slået Avangar.
Astralis har to gange ligget nr. 1 på verdensranglisten. Første gang blev første pladsen overtaget af Team-Liquid fra USA, anden gang opnåede holdet førstepladsen den 21. oktober 2019, men allerede ugen efter blev førstepladsen overtaget af det konkurrerende hold Evil Geniuses.
Astralis vandt også verdens første "Intel Grand Slam" hvor man skal vinde 4 ud af de 10 ESL events der er på et år, de vandt 1.000.000$ for at vinde Grand Slamen, så skal man lige plusse med 250.000$, fordi at de også vandt ESL Pro League Season 8 i Odense.[kilde mangler]
Den 5. december 2019 blev holdets træner, Danny "Zonic" Sørensen, valgt ind som det første medlem af den danske e-sports Hall of Fame.
Astralis Group blev børsnoteret på minibørsen First North den 9 december 2019. Det skete med en markedsværdi på mere end 500 millioner kroner.
Astralis Group har flere forskellige hold end deres Counter Strike-hold, der alle beskæftiger sig med diverse typer af spil.
De har startet FIFA holdet Future FC, hvor de har skrevet kontrakt med 2018 Verdensmesteren Fatih Üstün også kendt som FifaUstun. Yderligere har de sikret sig League of Legends holdet Origen, der dog ikke har nogle danskere på holdkortet.[kilde mangler]

## Nuværende hold
|       | Alias  | Navn           | Rolle(r)       | På holdet siden  |
| ----- | ------ | -------------- | -------------- | ---------------- |
| Aktiv | Staehr | Victor Staehr  | Rifler         | 22. Juni 2023    |
| Aktiv | Stavn  | Stavn Lund     | Rifler         | 24. nov. 2023    |
| Aktiv | Dev1ce | Nicolai Reedtz | AWP'er         | 27. oktober 2022 |
| Aktiv | JABBI  | Jakob Nygaard  | Rifler         | 24. nov. 2023    |
| Aktiv | HooXi  | Rasmus Nielsen | In Game Leader | 18. juni. 2024   |
| Aktiv | Ruggah | Casper Due     | Coach          | 28.Feb 2024      |

## Tidligere spillere
| Alias         | Navn                | Rolle                  | Tidsrum                             |
| ------------- | ------------------- | ---------------------- | ----------------------------------- |
| Magisk (en)   | Emil Reif           | Lurker                 | 7. februar 2018 - 29. december 2021 |
| Dupreeh       | Peter Rasmussen     | Entry Fragger          | 18. januar 2016 - 29. december 2021 |
| Zonic         | Danny Sørensen      | Træner                 | 18. januar 2016 - 29. december 2021 |
| Dev1ce        | Nicolai Reedtz      | AWPer                  | 18. januar 2016 - 23. april 2021    |
| Karrigan (en) | Finn Andersen       | In Game Leader         | 18. januar 2016 - 19. oktober 2016  |
| cajunb        | René Borg           | Rifler                 | 18. januar 2016 - 19. maj 2016      |
| Kjaerbye      | Markus Kjærbye (de) | Rifler (entry fragger) | 19. maj 2016 - 2. februar 2018      |
| JUGi          | Jakob Hansen        | Support                | 11. maj 2020 - 31. juli 2020        |
| es3tag        | Patrick Hansen      | Support                | 1. juli 2020 - 25. oktober 2020     |
| Bubzkji       | Lucas Andersen      | Rifler                 | 31. juli 2020 - 31. januar 2022     |
| K0nfig        | Kristian Wienecke   | Rifler                 | 4. november 2021 - 10. oktober 2022 |
| Cadian        | Casper Møller       | In Game Leader         | 7. september 2024- 18. juni 2025    |